# Sulvanit
Sulvanit ist ein selten vorkommendes Mineral aus der Mineralklasse der Sulfide und Sulfosalze. Es kristallisiert im kubischen Kristallsystem mit der chemischen Zusammensetzung Cu3VS4 und bildet bis zu 2,5 Zentimeter große, kubische Kristalle von gold-bronzener Farbe.

## Etymologie und Geschichte
Das Mineral wurde erstmals 1900 von George A. Goyder in der Edelweiss Mine bei Burra in South Australia (Australien) gefunden. Es wurde nach der Zusammensetzung aus den chemischen Elementen Schwefel (engl. sulphur) und Vanadium benannt.

## Klassifikation
In der veralteten 8. Auflage der Mineralsystematik nach Strunz gehörte der Sulvanit zur Mineralklasse der „Sulfide und Sulfosalze“ und dort zur Abteilung „Sulfide mit M : S = 1 : 1“, wo er gemeinsam mit Lazarevicit in der „Sulvanit-Reihe“ mit der Systemnummer II/B.04 steht.
In der zuletzt 2018 überarbeiteten Lapis-Systematik nach Stefan Weiß, die formal auf der alten Systematik von Karl Hugo Strunz in der 8. Auflage basiert, erhielt das Mineral die System- und Mineralnummer II/C.10-060. Dies entspricht der Klasse der „Sulfide und Sulfosalze“ und dort der Abteilung „Sulfide mit dem Stoffmengenverhältnis Metall : S,Se,Te ≈ 1 : 1“, wo Sulvanit zusammen mit Colusit, Germanit, Germanocolusit, Maikainit, Morozeviczit, Nekrasovit, Ovamboit, Polkovicit, Renierit, Stibiocolusit und Vinciennit eine unbenannte Gruppe mit der Systemnummer II/C.10 bildet.
Die von der International Mineralogical Association (IMA) zuletzt 2009 aktualisierte 9. Auflage der Strunz’schen Mineralsystematik ordnet den Sulvanit in die Klasse der „Sulfide und Sulfosalze (Sulfide, Selenide, Telluride, Arsenide, Antimonide, Bismutide, Sulfarsenide, Sulfantimonide, Sulfbismutide)“ und dort in die Abteilung „Metallsulfide, M : S = 1 : 1 (und ähnliche)“ ein. Hier ist das Mineral in der Unterabteilung „mit Zink (Zn), Eisen (Fe), Kupfer (Cu), Silber (Ag) usw.“ zu finden, wo es als einziges Mitglied eine unbenannte Gruppe mit der Systemnummer 2.CB.70 bildet.
In der vorwiegend im englischen Sprachraum gebräuchlichen Systematik der Minerale nach Dana hat Sulvanit die System- und Mineralnummer 03.02.03.01. Das entspricht der Klasse der „Sulfide und Sulfosalze“ und dort der Abteilung „Sulfosalze“. Hier findet er sich innerhalb der Unterabteilung „Sulfosalze mit dem Verhältnis z/y = 4 und der Zusammensetzung (A+)i (A2+)j [ByCz], A = Metalle, B = Halbmetalle, C = Nichtmetalle“ in einer unbenannten Gruppe mit der Systemnummer 03.02.03, in der auch Colusit (Arsenosulvanit) eingeordnet ist.

## Kristallstruktur
Sulvanit kristallisiert im kubischen Kristallsystem in der Raumgruppe P43m (Raumgruppen-Nr. 215) mit dem Gitterparameter a = 5,37 Å sowie einer Formeleinheit pro Elementarzelle.

## Bildung und Fundorte
Sulvanit bildet sich hydrothermal als primäres Sulfid in vanadiumhaltigen Kupferlagerstätten. Es ist je nach Fundort vergesellschaftet mit Chalkopyrit, Chalkosin, Digenit, Covellin, Chrysokoll, Malachit, Azurit, Atacamit, Vésigniéit, Mottramit und Gips oder Yushkinit, Sphalerit und Fluorit.
Vom seltenen Mineral sind derzeit 36 Fundorte (Stand: November 2010) bekannt. Neben der Typlokalität fand man Sulvanit in Dörrmorsbach in Bayern, der argentinischen Provinz Córdoba, Panagjurischte in Bulgarien, am Kechika River in British Columbia (Kanada), den chinesischen Provinzen Guizhou, Hunan und Sichuan, Kambove in Katanga, Demokratische Republik Kongo, Corte auf Korsika, der Kykladeninsel Tinos, der Toskana (Italien), Kosaka in Japan, Kentau in Kasachstan, Kuilyu in Kirgisistan, Tsumeb in Namibia, Pai-Choi-Gebirge und Sacha in Russland, Bor in Serbien sowie dem US-Bundesstaat Utah.